# Hidra (isla)
La isla de Hidra (en griego: Ύδρα) es una pequeña isla griega localizada en aguas del golfo Sarónico, en el mar Egeo, al sur de Atenas, frente a la península de la Argólida, entre los golfos de Sarónico y Argólico. Está separada del Peloponeso por el estrecho del golfo de Hidra. Hidra es también una municipalidad, que incluye la isla entera y las islas deshabitadas de Dokos y Agios Georgios.
Isla dependiente del turismo, los atenienses constituyen buena parte de los visitantes de Hidra. Los barcos llegan regularmente de El Pireo, y de Metohi (Argólide) o Hermíone, ambos en la cercana costa del Peloponeso. Excepto los camiones de basura, los vehículos no están permitidos en la isla; esto hace que la mayoría del transporte público de la isla se limite al burro y los taxis acuáticos. La zona habitada, sin embargo, es tan compacta que la mayoría de la gente se desplaza a pie por todas partes.
Hay una ciudad principal, conocida simplemente como Puerto Hidra. Consiste en un puerto de forma de media luna, alrededor del cual están la playa y los establecimientos comerciales (restaurantes, tiendas, mercados y galerías), todo lo cual satisface a los turistas y a los hidriotas. Empinadas calles de piedra conducen hacia fuera de la zona del puerto. La mayoría de las residencias locales, además de las hosteleras, están localizadas en dichas calles.
Hidra fue una de las grandes potencias navales del Mediterráneo en la época moderna. Sus armadores y sus navieros desempeñaron un papel determinante en la Guerra de independencia de Grecia.
Durante la Antigüedad era conocida como Hidrea (Υδρεα), en referencia a los manantiales de la isla.

## Geografía

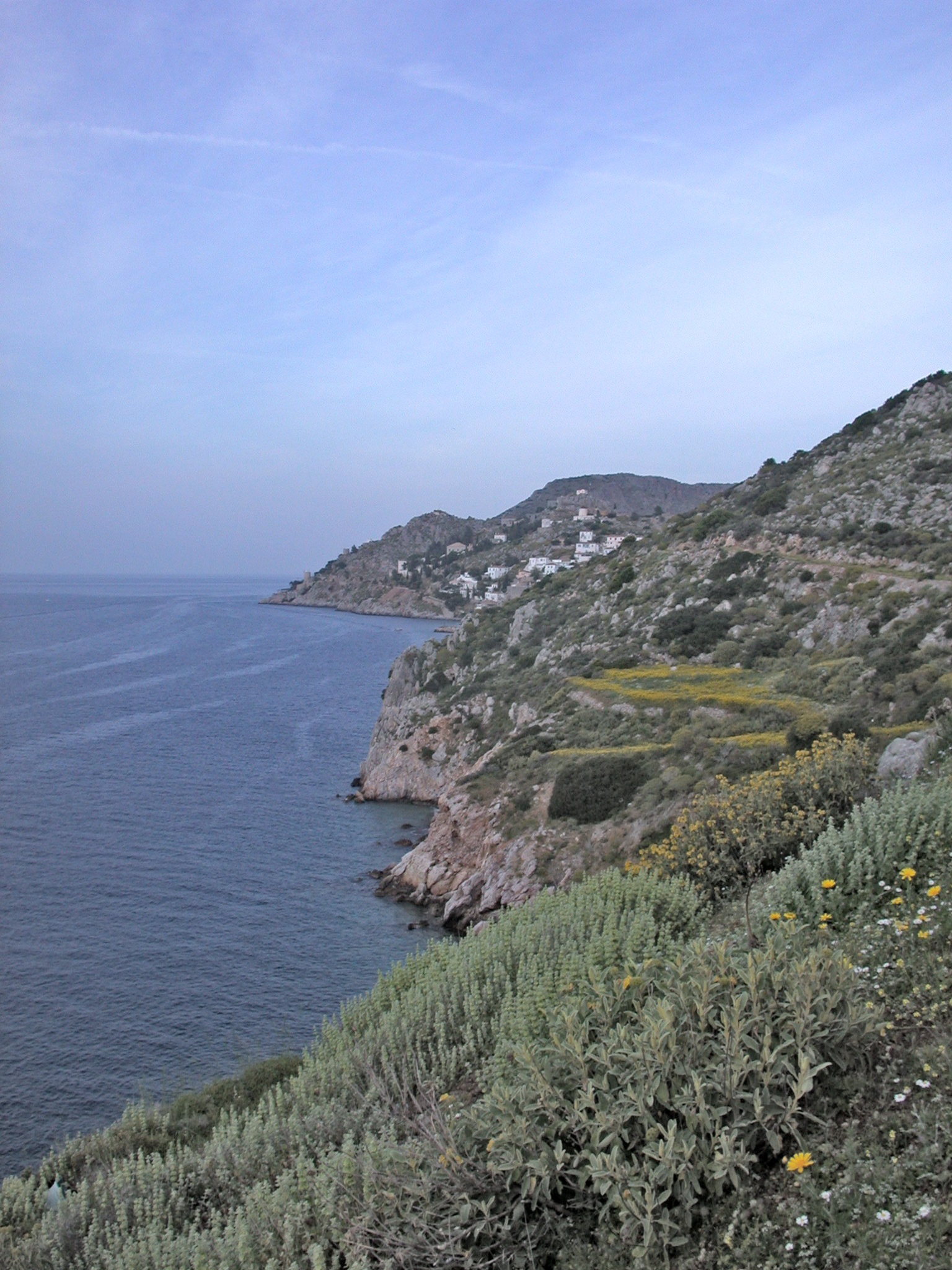
La costa inhóspita de Hidra.

### Generalidades
Está formada por una gran cantidad de montañas de una veintena de kilómetros de largo por 2 a 3,5 km de ancho. Su punto más alto, el Monte Eros o Vigla, culmina a 593 m. Excepto tres ensenadas, la costa de la isla es rocosa e inhóspita. El interior, montañoso y poco fértil. Las colinas grises se terminan a menudo en acantilados al borde del mar.
La isla está separada de la Argólida por un brazo de mar llamado «Kolpos Idras».

### Transportes
Hidra está situada a 37 millas marinas de El Pireo. Se va allí en flying dolphin, barcos griegos hidrojets e hidrópteros, en flying cat o en simple ferry. Les ferris tardan tres horas en efectuar el trayecto, los otros la mitad del tiempo. La isla está también conectada a Egina, Poros, Spetses, Metohi (Argólide) y Hermíone.

### Ciudades y pueblos
Si la ciudad de Hidra parece ser la única aglomeración humana de la isla, no es el caso.

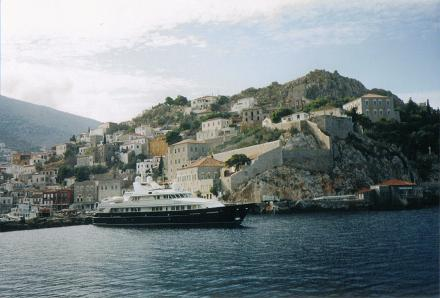
Vista de la isla.

- Hidra es el principal puerto y la única ciudad de la isla. Resguardada al fondo de una bahía que no se descubre más que en el último momento, se escalona en anfiteatro alrededor de la ensenada. Estaba protegida, en la entrada del puerto, por cañones que aún se pueden ver. La residencia histórica de los Tombazis alberga el anexo de la Escuela de Bellas Artes de Atenas. Sobre el muelle, el monasterio de Kimissis Theotokou alberga la principal iglesia de la isla.
- Kaminia, a 45 minutos -a pie- de Hidra hacia el oeste, es una aldea de pescadores.
- Mandraki, a una hora -a pie- de Hidra hacia el este, es el puerto donde se encontraban los astilleros navales en los siglos XVIII y XIX.

### Curiosidades
En las proximidades se encuentra una gruta que da sobre el mar, desde donde uno puede zambullirse a una altura de alrededor de 4,50 m. La playa rocosa está acondicionada. Una escalera bordea el mar para los que quieren aprender a zambullirse.

## Toponimia
El nombre Hidra proviene del griego antiguo ὕδρα (hidra), derivado de la palabra griega que significa "agua", una referencia a los manantiales naturales de la isla. El nombre local arvanita está atestiguado en dos variantes: la variante común Nύδρα/Nidhra y la forma rara Nidhriza o Hydriza. En turco se la conoce como Idra y en turco otomano, يدرا. 
El agua, a pesar del nombre de la isla (Hidra o Hidrea, la «bien regada») parece haber faltado siempre. El nombre podría ser, pues, irónico. No obstante, Hidra tenía pozos anteriormente, pero fueron cerrados debido a la actividad sísmica de mediados del siglo XX. En la actualidad, el agua que se consume en la isla es importada por barco desde el continente griego. 

## Historia
Hidra estuvo durante mucho tiempo al margen de los grandes movimientos de la historia, desde la antigüedad a la Edad Media. Comenzó verdaderamente a hacerse conocer gracias a su poder mercantil a partir del siglo XVII. En el siglo XIX la marina hidriota contaba con 125 naves y más de 10 000 marinos.

### Prehistoria, antigüedad y periodo bizantino
Parece que ninguna leyenda, ningún dios, ningún héroe, ningún acontecimiento mitológico está relacionado con la isla de Hidra.
La presencia de hábitats campesinos (agricultores y pastores) está atestiguado en la segunda mitad del tercer milenio a. C. en algunas pequeñas llanuras invisibles desde el mar. Obsidiana procedente de Milo ha sido encontrada en Hidra.

Durante el periodo micénico, Hidra habría servido de base naval a los reinos continentales. Fragmentos de vasos, de útiles y una cabeza de ídolo fueron hallados en el monte Chorissa. El gran movimiento de población acarreado por los dorios en Grecia hacia el siglo XII a. C. entrañó el despoblamiento de la isla. Habría sido repoblada por campesinos y pastores, quizás por el puerto continental de Hermíone, hacia el siglo VIII a. C.
Heródoto informa de que hacia el siglo VI a. C. la isla pertenecía a Hermíone que la vendió a Samos que a su vez la cedió a Trecén.
Se sabe que la isla estaba poblada en el periodo bizantino (vasos y monedas descubiertas en el lugar llamado Episkopi). Parece que Hidra estuvo totalmente despoblada durante el periodo de dominación franca, principalmente a causa del peligro pirata. Los habitantes de las islas se replegaron entonces hacia el interior de las tierras, lo que no fue posible en Hidra. Se sabe que la isla estaba deshabitada en el siglo XV cuando los albaneses ortodoxos huyendo de la conquista otomana encontraron refugio allí.

### El poder comercial y naval

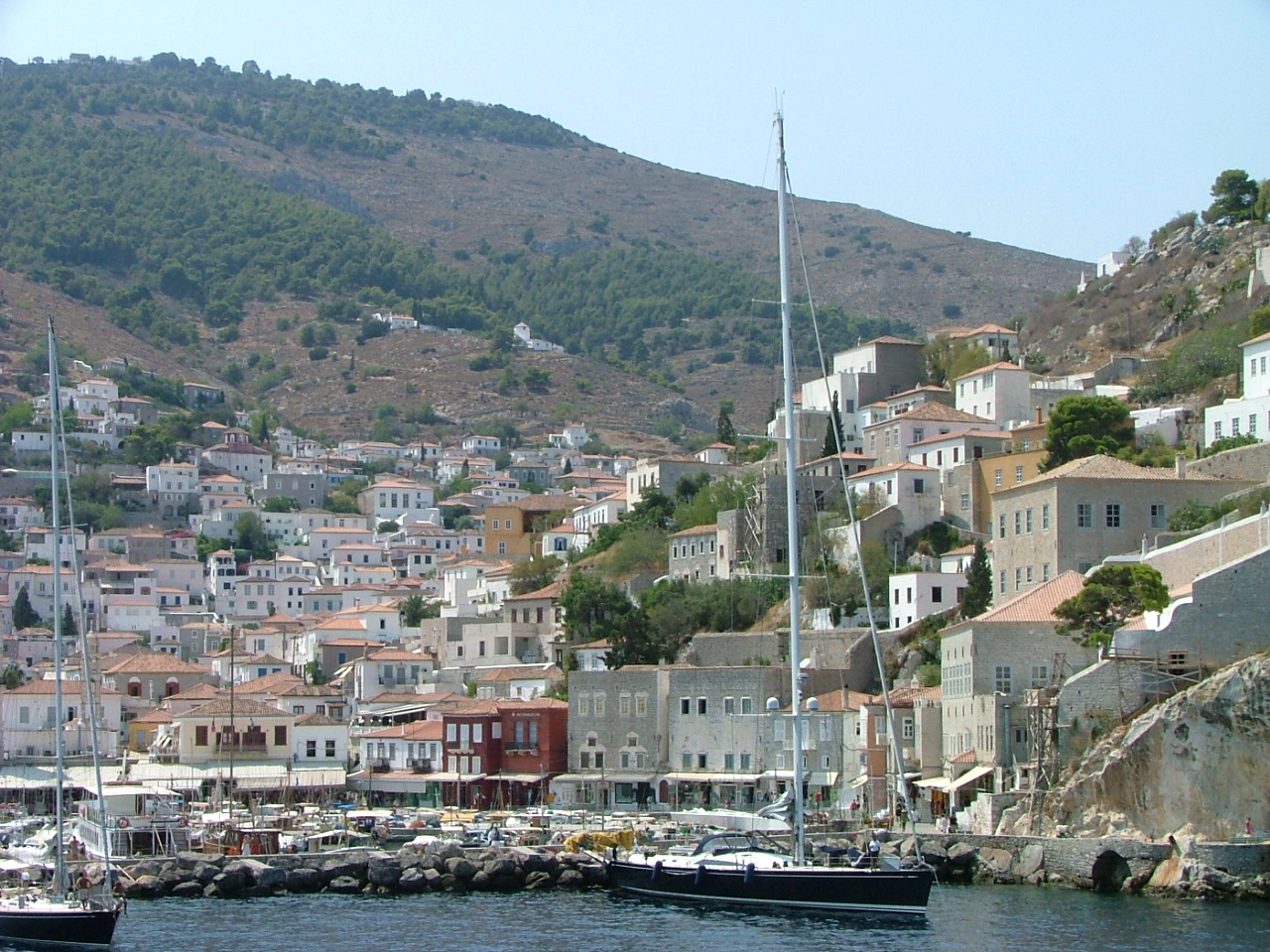
Vista del puerto de Hidra.

La isla presenta poco interés, fue relativamente perdonada por la dominación otomana. Su desarrollo naval y comercial comenzó entonces. La primera escuela de marina mercante de Hidra fue fundada hacia el 1645. Parece que el primer navío verdaderamente hidriota fue botado en 1657.

El enfrentamiento entre Venecia y el imperio otomano en el siglo XVII limitó este desarrollo, hasta 1718 y el Tratado de Passarowitz.
En la primera mitad del siglo XVIII, Hidra construyó los mismos barcos que las otras islas del Egeo: el sachtouri (de 15 a 20 toneladas) y el latinadiko (de 40 a 50 toneladas). Los hidriotas se contentaban entonces con navegar por el Egeo, llegando lo más lejos hasta Constantinopla. El gran cambio sobrevino en 1757, cuando un barco de 250 toneladas fue botado. La isla se convirtió entonces en un puerto comercial importante. En 1771, 50 naves venidas de toda Grecia fueron inventariadas al mismo tiempo en su rada. En 1781, la isla armaba 100 navíos.

Pero, el desarrollo comercial de Hidra era bloqueado por el imperio otomano, sobre varios planos. Los impuestos y tasas muy onerosas exigidas por La Puerta limitaban veleidades del desarrollo. La libertad de comercio estaba limitada por la administración otomana. Los estrechos (Dardanelos y Bósforo) daban acceso al mar Negro y el trigo de las grandes llanuras eran bloqueados a la circulación marítima no otomana. El Tratado de Küçük Kaymarca modificó esto. Rusia obtuvo el derecho del imperio otomano de proteger a los ortodoxos del imperio. Esta protección religiosa tenía su corolario comercial: los hidriotas navegarían en adelante bajo pabellón ruso. el tratado había también acordado la libre circulación comercial en los estrechos. Hidra extendió su área comercial: iba del sur de Rusia a los puertos italianos de Ancona y Livorno. Los navíos hidriotas se contentaban entonces con transportar mercancías.

A partir de 1785, los armadores de Hidra se lanzaron a la inversión comercial. Cada barco se convirtió en una pequeña empresa comercial. Enseguida, los intercambios comerciales de Levante dependieron de los barcos de Hidra, pero también de Spetses y Psara.

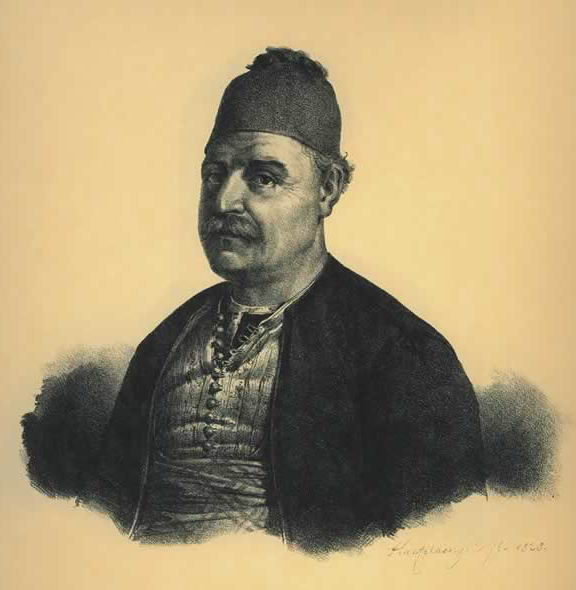
Andreas Miaoulis.

Durante las guerras revolucionarias y napoleónicas, los barcos comerciales de Hidra rompían regularmente el loqueo británico para entregar trigo del Peloponeso en Marsella. La fortuna de los armadores de la isla se incrementó considerablemente. Los beneficios (repartidos equitativamente entre los armadores, los capitanes y los marinos) podían entonces alcanzar el 400 % de las sumas invertidas al principio.

### La guerra de la independencia de Grecia
Hidra desempeñó un papel determinante durante la Guerra de independencia de Grecia. Los brûlots hidriotas de Andreas Miaoulis causaron muchos daños a la flota otomana. Fue una gran base de operaciones y contribuyó con más de 150 barcos a la causa. Se dice que sin Hidra la guerra nunca se habría ganado. La ciudad nunca se recobró del esfuerzo de guerra. Tras la independencia, la isla se reconvirtió a la pesca de esponjas.

## Personalidades de la isla

### Personalidades históricas
- Lazaros Koundouriotis que gastó toda su fortuna para armar una flota durante la guerra de independencia.
- Georgios Koundouriotis, su hermano.
- Andreas Miaoulis (1768-1835), admirante de la flota griega.
- Emmanuel Tombazis.
- Anastassios Tsamados, capitán del Arès, muerto en la batalla de Esfacteria (1825), al romper la línea egipcio-turca.
- Dimitrios Voulgaris.
- Samuel Spiro y Nicolás Jorge, marinos que nacieron en Hidra y que participaron en la Guerra de Independencia de la Argentina.

### Personalidades contemporáneas
El poeta y cantautor canadiense Leonard Cohen vivió ocho años en esta isla donde conoció a la noruega Marianne Ihlen que inspiró su canción So Long, Marianne.

## Conferencia Rebétiko
La isla presenta una conferencia anual sobre rebético, que tiene lugar a mitad de octubre.

## Histórico de población
| Año  | Población municipal | Cambio       | Población municipal/isla |
| ---- | ------------------- | ------------ | ------------------------ |
| 1981 | 2,732               | -            | -                        |
| 1991 | 2,279               | -453/-16.58% | 2,387                    |
| 2001 | -                   | -            |                          |

No hay límites municipales en la isla y sus pequeñas islas.